# 军号 (乐器)

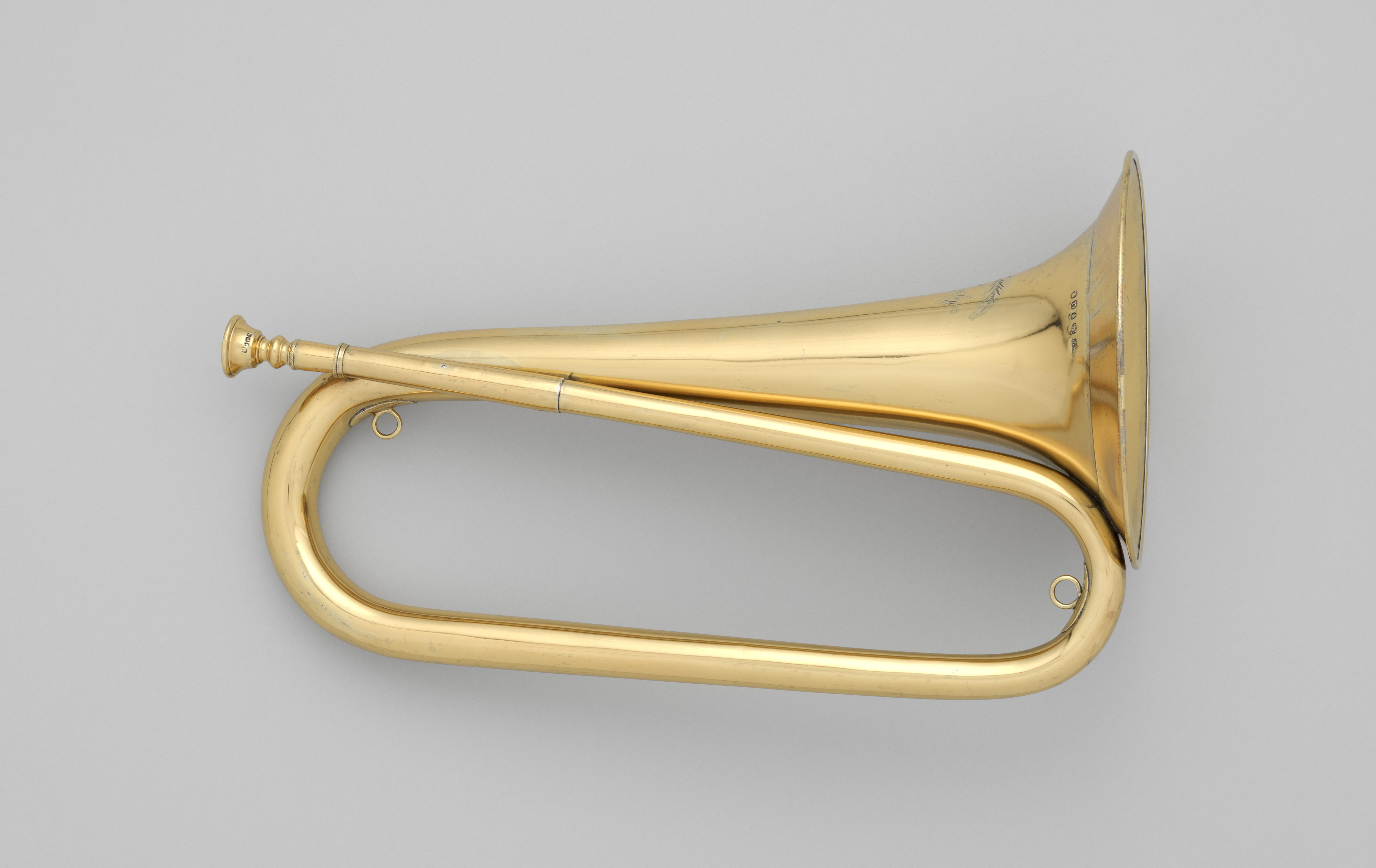
軍號

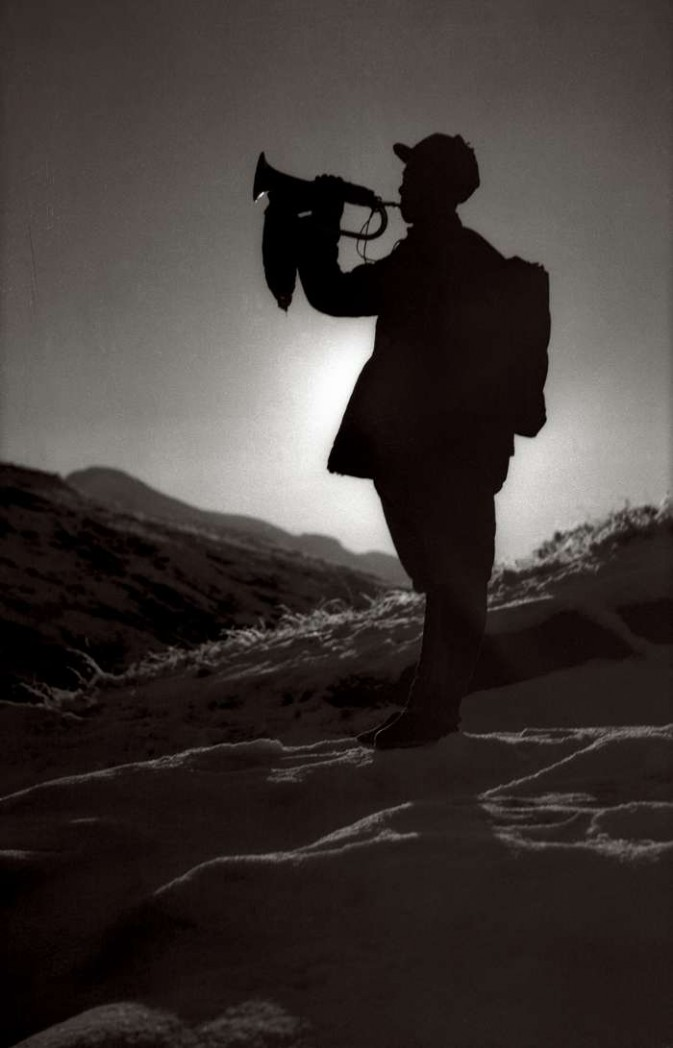
中国抗日战争中的八路军司号员（1942年，沙飞攝）

軍號是構造最單純的銅管樂器之一，沒有按鍵或調節音高的裝置，吹奏者以嘴唇振動來改變音高，因此亦只能吹奏其泛音列。軍號通常只能吹出11個泛音，稱為「軍號音階」，訓練有素的演奏者則可以吹出音域更廣的音階。

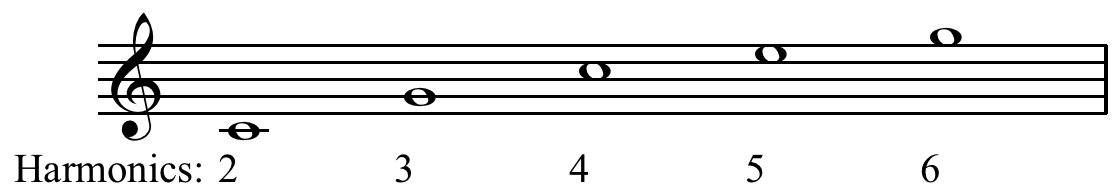
軍號音階

## 图集

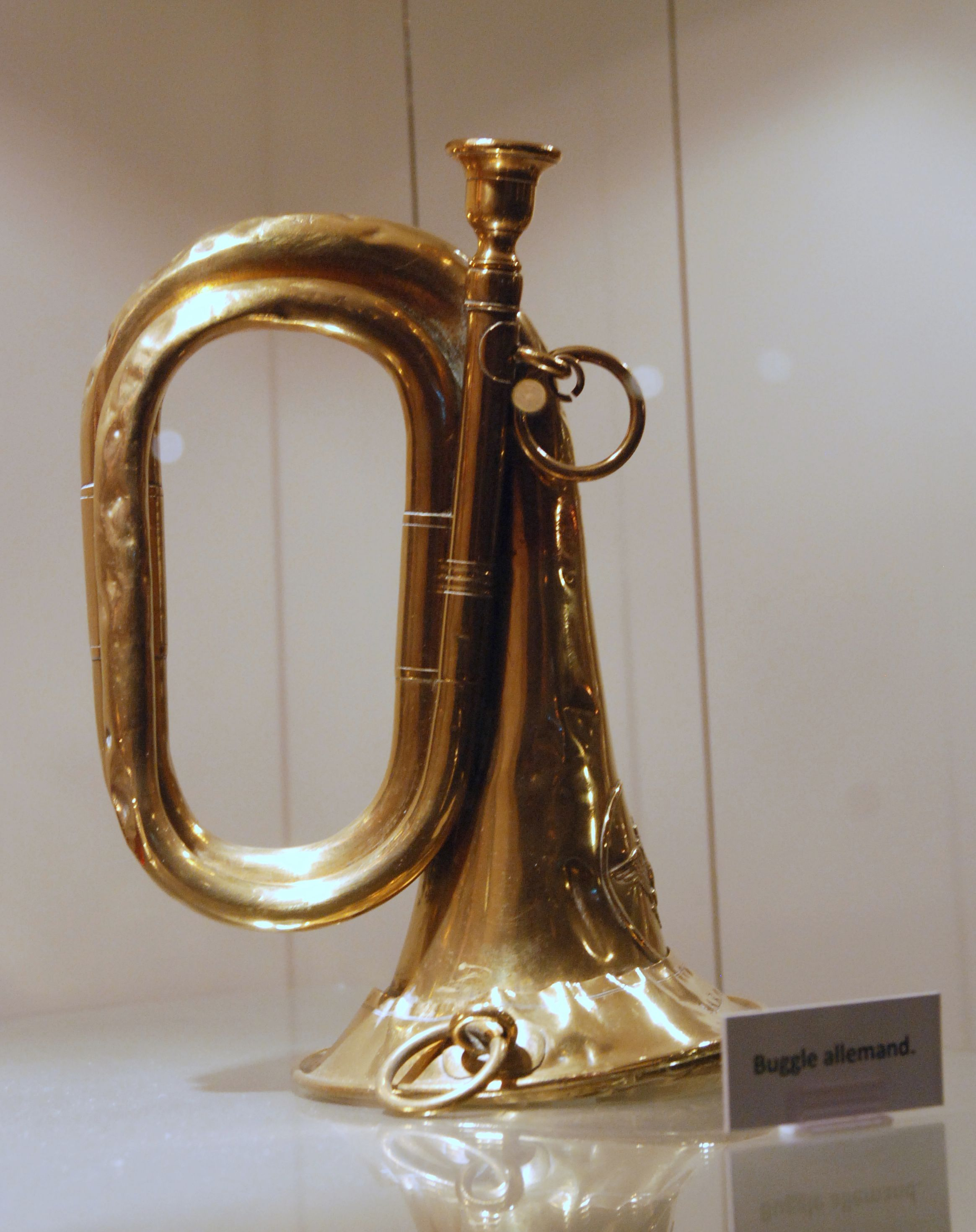
德军军号
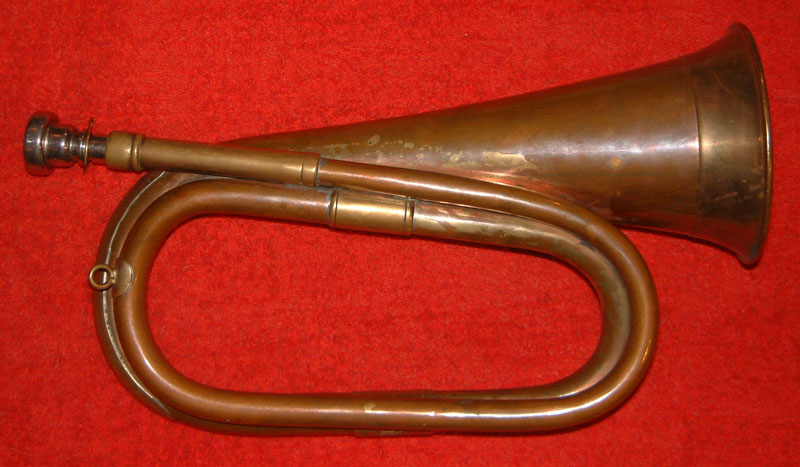
英軍使用的降B調軍號
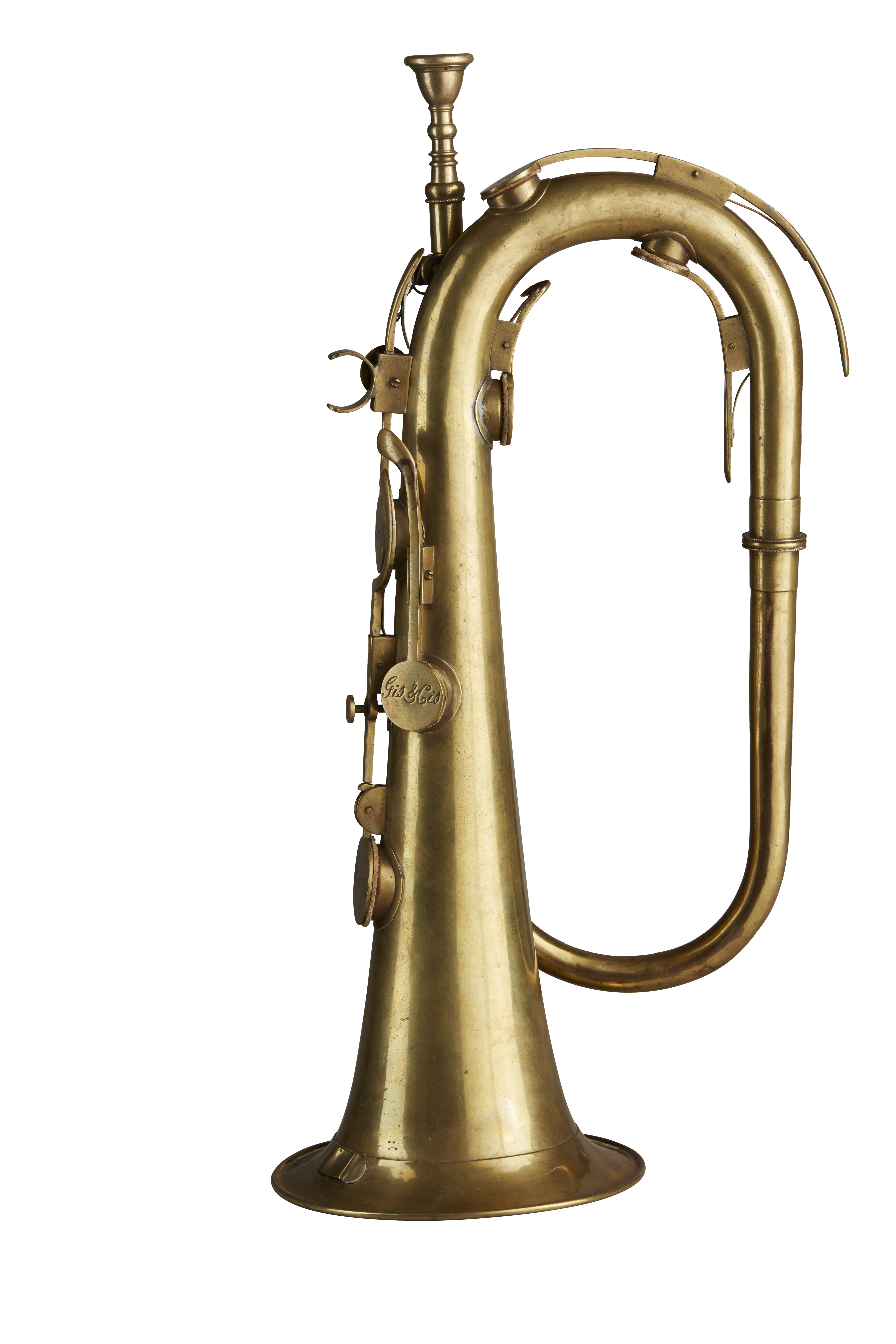

## 外部連結
愛樂電台：軍號(Bugle) / 富魯格號(Flugelhorn)